# 山手梨愛
山手梨愛（日语：／ Yamate Ria，2000年2月23日—），日本AV女優。出身於福岡縣。

## 人物
- 特技是運動・訓練全般[2]。興趣是慢跑[3]。

## 作品

### AV
※ 以下作品皆為「S1」專屬
2021年
- 新人NO.1STYLE 九州No.1新人グラドル山手梨愛AVデビュー（11月23日）

2022年
- 九州No.1ボディ新人グラドル山手梨愛 人生初イキ！初体験3本番スペシャル（1月11日）
- 交わる体液、濃密セックス 完全ノーカットスペシャル 山手梨愛（2月8日）

### 電視劇
- 東京愛情動作故事（2023年）

## 外部連結
- 山手梨愛的X（前Twitter）
- 山手梨愛的Instagram帳戶